# Stade Ahmed Fana
Stade Ahmed Fana – stadion w Maroku, w mieście Dcheira El Jihadia, na którym gra tamtejszy klub – Olympique Dcheira. Mieści 5000 widzów, jego nawierzchnie jest trawiasta. Budynek mieści się przy Avenue Omar Ibn Lkhatab.